# Парк имени М. В. Фрунзе (Сочи)
Парк и́мени М. В. Фру́нзе (прибрежная часть единого парка района Светлана, часть бывш. Верещагинского-Ермоловского парка) — курортный парк в микрорайоне Светлана Хостинского района города Сочи (Краснодарский край, Россия).
В 1899 властями был выкуплен участок Верещагинских дач между морем и рекой Верещагинкой для устройства городского парка.
После 1910 года назван Ермоловским в честь министра земледелия и государственных имуществ, попечителя округа Алексея Сергеевича Ермолова. В 1930-е гг. переименован в честь советского военачальника М. В. Фрунзе. Располагается по адресу Курортный проспект, 75 между р. Верещагинкой и проспектом А. С. Пушкина и включает территорию от Курортного проспекта до берега Чёрного моря. В парке открыт Сочинский Летний театр.

## История
Парк располагается на территории, которая была приобретена в семидесятые годы XIX века у казны братьями Верещагиными. В 1901 году «Верещагинскую сторону» приобретает правительство, и затем распродаёт частным лицам отдельные «верещагинские участки».

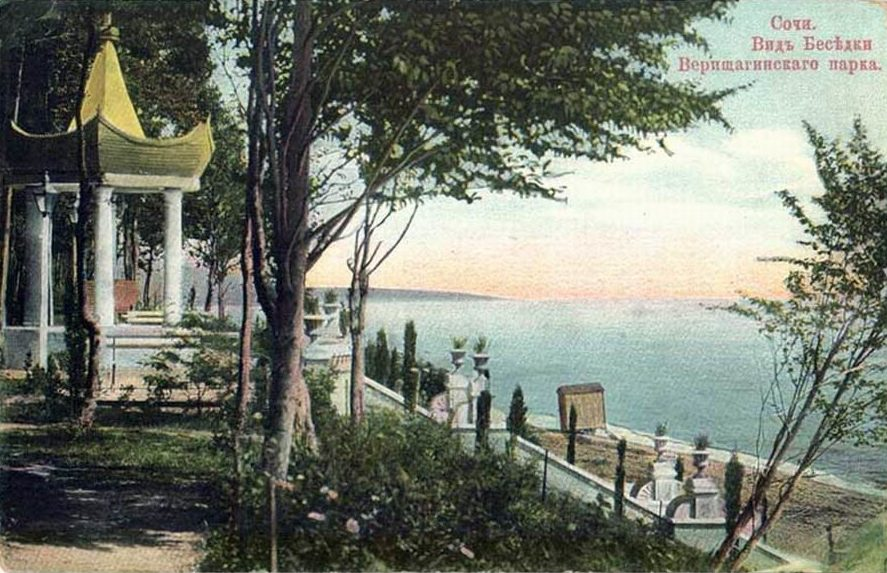
Ермоловский (Верещагинский) парк.

Первоначально Верещагинский парк делился на две части: верхнюю возвышенную и нижнюю, между Новороссийско-Сухумским шоссе и речкой Верещагинкой. В нижней части парка построили небольшой каменный «Мост ожиданий». На местности, прилегающей к морю к 1910 году Сочинское лесничество создало ухоженный и хорошо оформленный парк общего пользования с гигантскими шагами, гимнастическими снарядами и игровыми площадками для тенниса и крокета. Распланированные аллеи засыпали гравием. На морском берегу возвели Китайскую или Мавританскую беседку со смотровой площадкой и лестницей к морю. Беседка была украшена белыми каменными вазами.
Основой насаждения парка стали остатки лиственного леса: дубы, грабы, буки. В верхней части парка заложили главную аллею и высадили магнолии, бананы, пальмы, розы и др. декоративные растения.
Расходы Сочинского лесничества на содержание парка ежегодно составляли от 700 до 1000 рублей. В 1913 году построили третий ярус опорной стенки длинной в 84 сажени (179 метров) от Китайской беседки до склона в устье реки Верещагинки.
Сочинский фотограф И. К. Никишин в летний сезон 1914 года получил монопольное право на фотосъёмку парка. А в 1915 году по приглашению лесничего В. Н. Токаржевского-Карашевича в парке начал работу садовник Н. И. Клих. Парк стал охраняемым, на его территории посадили новые декоративные растения из питомника Сухумской опытной станции, провели ремонт беседки, водопровода, арки для вьющихся роз, укрепили берега ручья у пешеходного моста в нижней части парка и приобрели ручной насос для полива растений. Над благоустройством также работал комитет Верещагинского общества курортного благоустройства, председателем которого был В. Горин. В октябре 1917 года Городская управа установила керосиновые фонари в парке и на лестнице, которая соединяла шоссе с Московской улицей. Заправлял фонари керосином сторож Ермоловского парка.

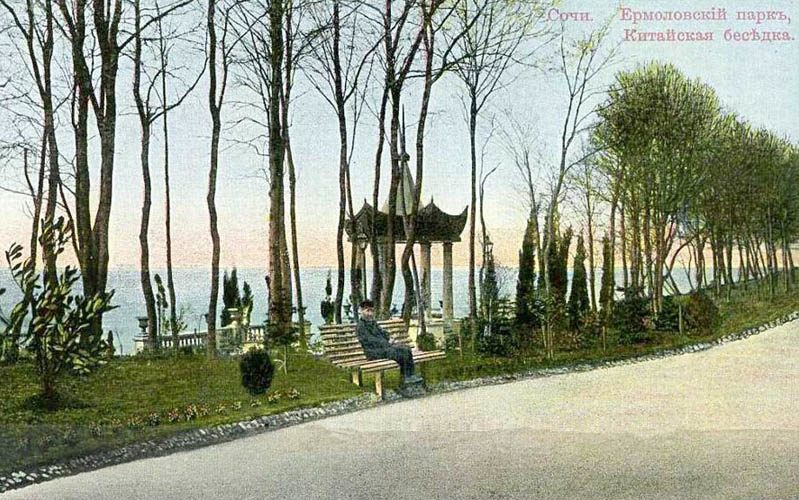
Ермоловский парк до 1917 года.
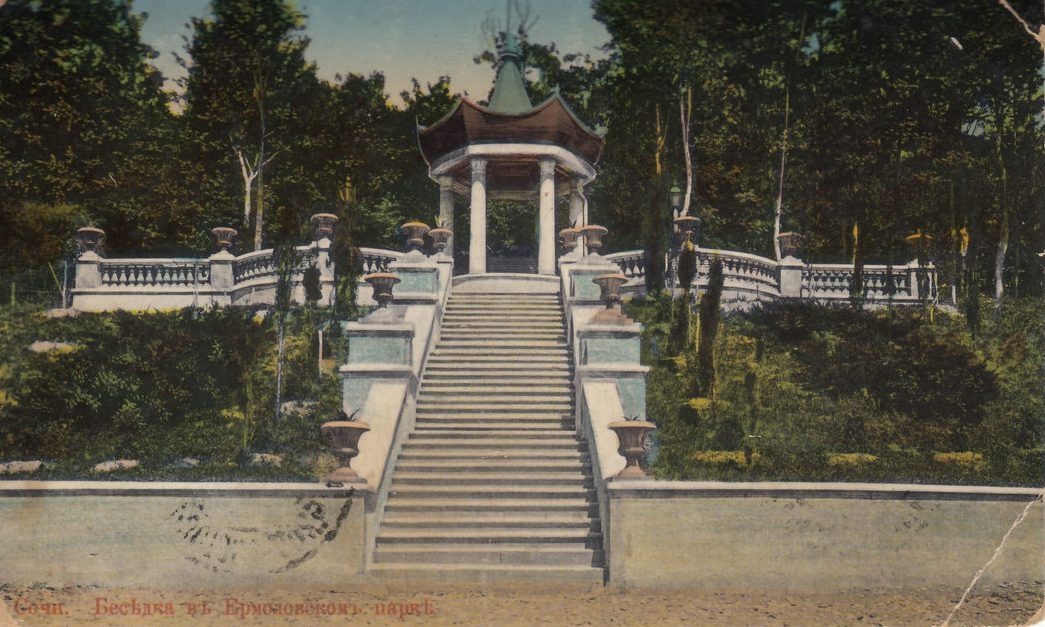
Ермоловский парк до 1917 года.
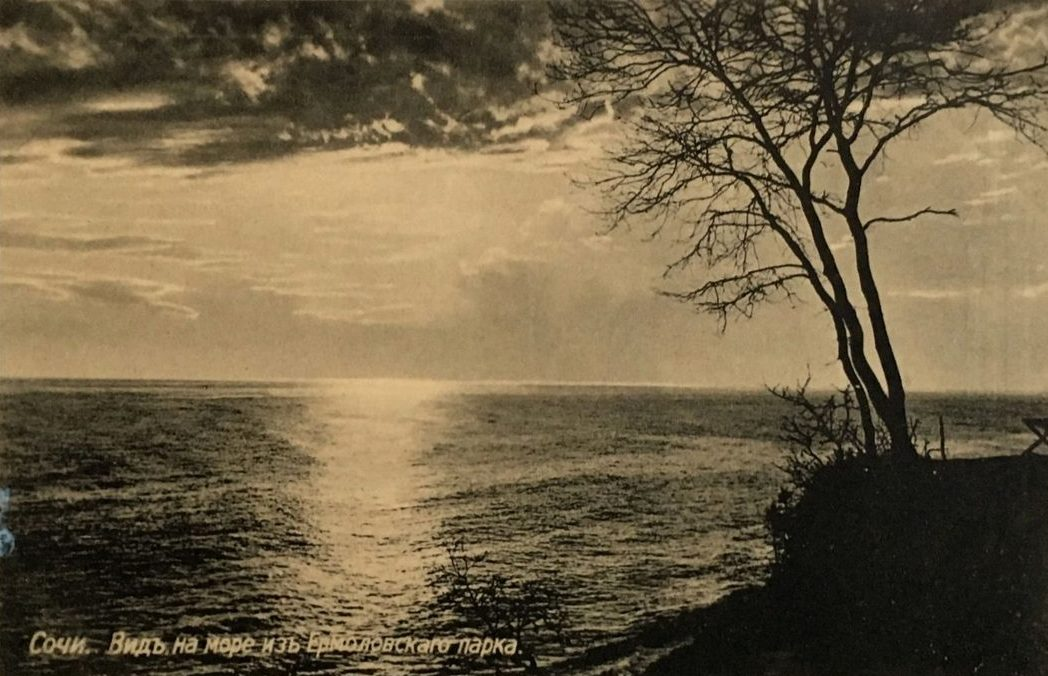
Ермоловский парк до 1917 года.
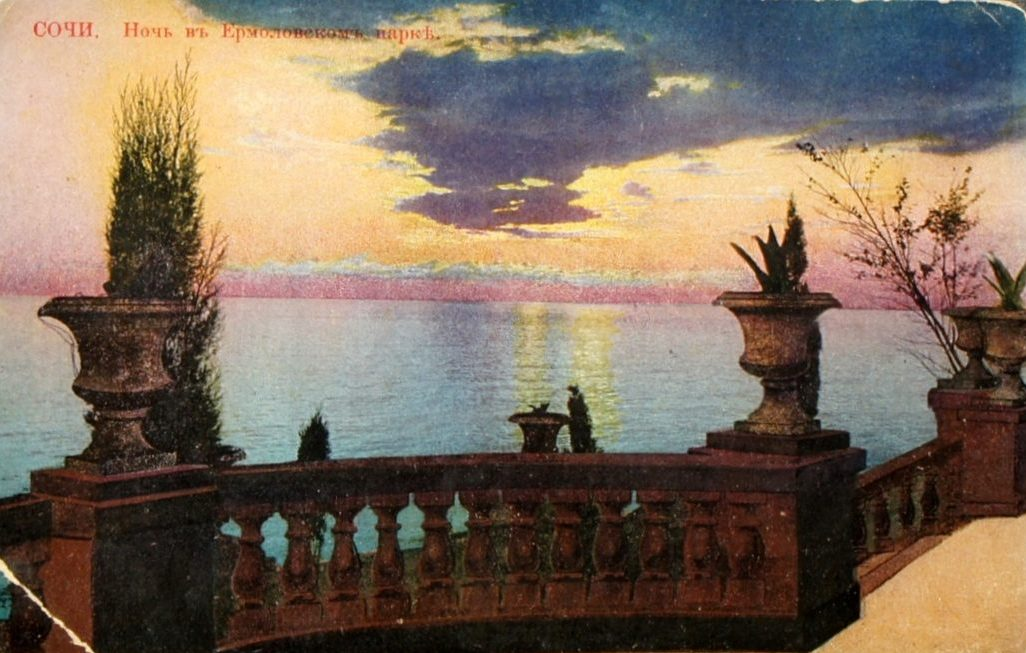
Ермоловский парк до 1917 года.
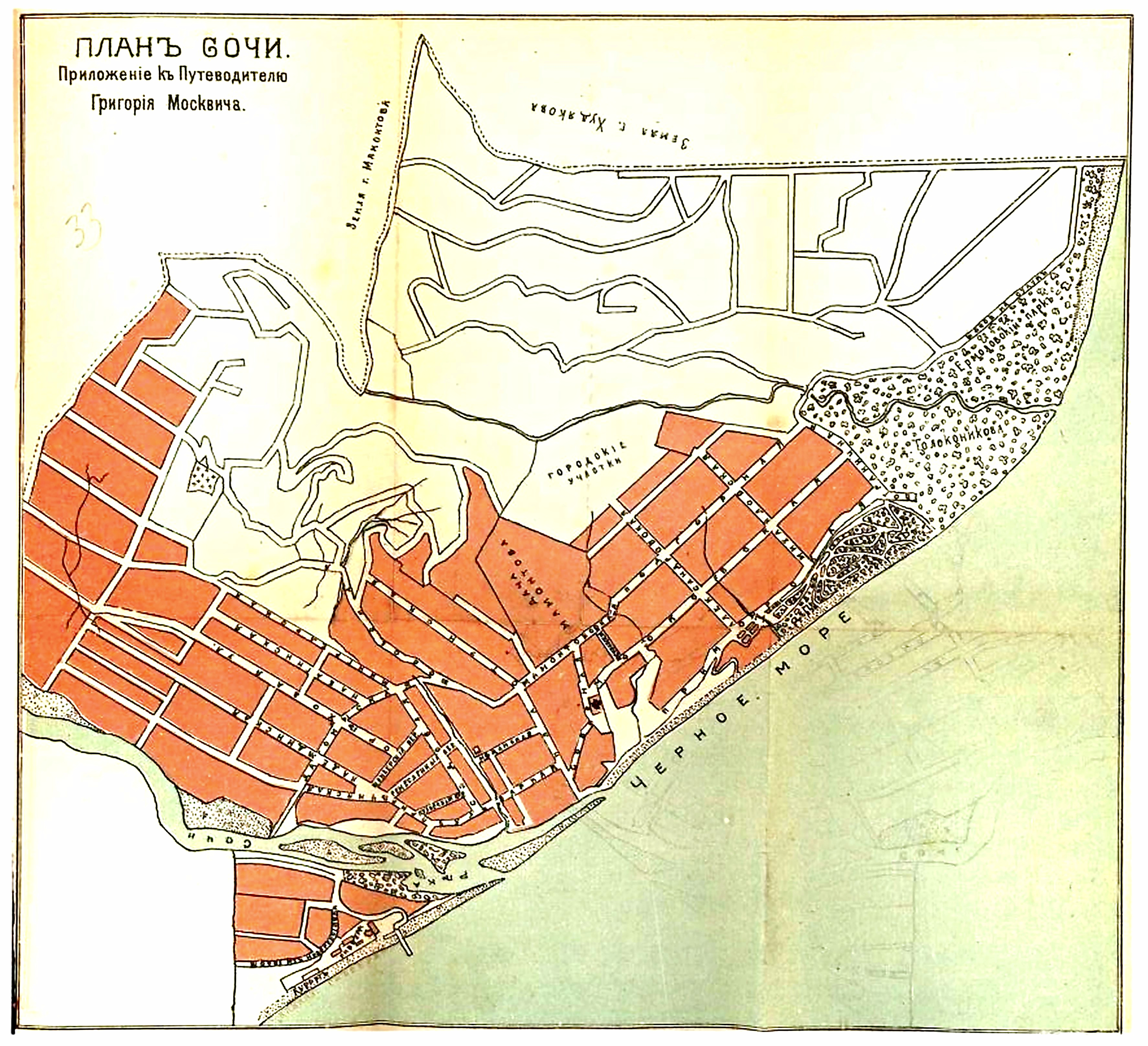
Ермоловский парк в 1913 году, карта из путеводителя Григория Георгиевича Москвича

## Советское время

Летний театр в Парке имени М. В. Фрунзе

В 1920—1930 годы лестница и бульвар с Китайской беседкой были разрушены оползнями и снесены в море, также разрушен парк пансионата «Эйрене», на месте которого сейчас располагается пляж гостиницы «Жемчужина».
В одном из сочинских послереволюционных периодических изданий отмечалось благотворное влияние здешних парков:
Народ большей частью молодой, из красноармейцев, матросов, авиаторов, рабочих, советских служащих и землеробов... Большой парк, домашняя спокойная обстановка, друг больных — врач тов. Атлас, внимательные сотрудники санатории ... благотворно восстанавливают расхлябанные нервы у бывших работников Республики.
Нижняя тенистая часть Ермоловского парка отошла под строительство гостиницы «Жемчужина» в 1974 году. Оставшаяся часть парка с старыми дубами (в два-три обхвата) в 1930-е годы была переименована в честь военачальника Михаила Васильевича Фрунзе. В 1937 году построен Летний театр. На месте Китайской беседки появляется ротонда в стиле классицизма.
Специалисты «Курортзеленстроя» по проекту А. С. Васильева из института «Союзкурортпроект» в 1968 году произвели комплексную реконструкцию парка, включая территории нескольких санаториев, частных домов и усадеб (А. В. Якобсона, А. П. Фронштейна). В результате в центре курорта был создан крупный красивый санаторный комплекс «Светлана» с зелёными насаждениями на площади 39 га и одноименый парк (парковые насаждения общей площадью 27 га). Состав растительности большого парка по биологическим группам включал (по А. Л. Коркешко, 1971): хвойные деревья — 24 %; вечнозелёные литсенные — 22,6 %; лиственные — 37,6 %; пальмы, суккуленты, бамбуки — 15,8 %. Этот парк в 1983 году объявлен природно-историческим памятником.
Рядом с Летним театром под сенью магнолий установлены бюсты П. И. Чайковского, М. И. Глинки, Н. А. Римского-Корсакова, которые признаны памятниками искусства с 1983 года и взяты под государственную охрану. До 1990 годов Аллея композиторов сохраняла прекрасное цветночное оформление. В этой части парка организовали небольшую чайную плантацию.

## Парк сегодня
Вдоль берега моря произрастают живописные сосны (пицундская, приморская, итальянская), олеандры, бордюры из вечнозелёных кустарников.
Памятник А. С. Ермолову установлен 23 ноября 2012 года в подарок городу семьёй художников-скульпторов Тихомировых.
В 2015 году в парке Фрунзе открыли Аллею Героев с памятником, посвященным памяти участникам Великой Отечественной войны. В Парке проводятся различные городские спортивные и праздничные мероприятия.

## Примечания

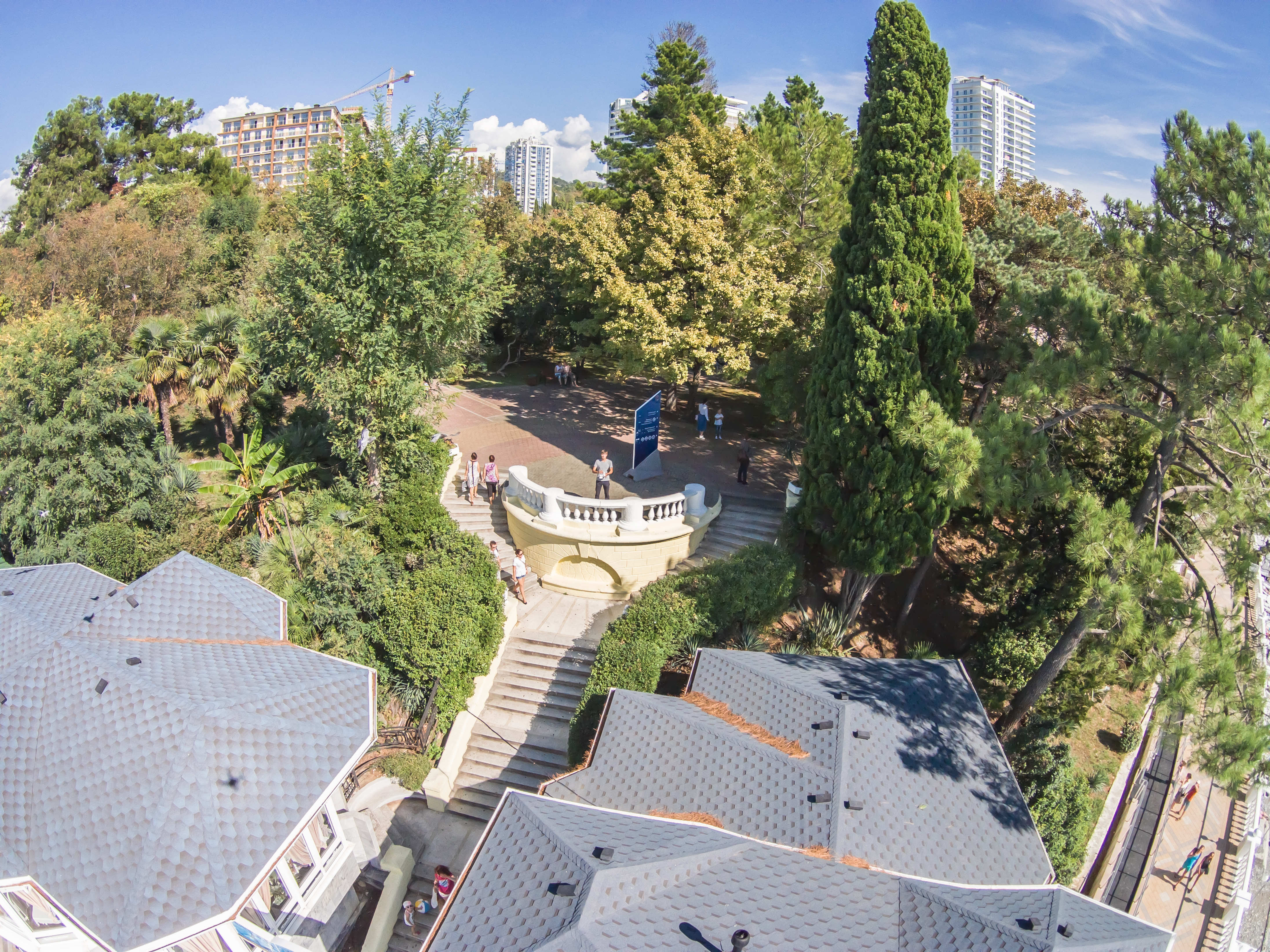
Вход в парк со стороны моря. Фото: Е. Лодянов
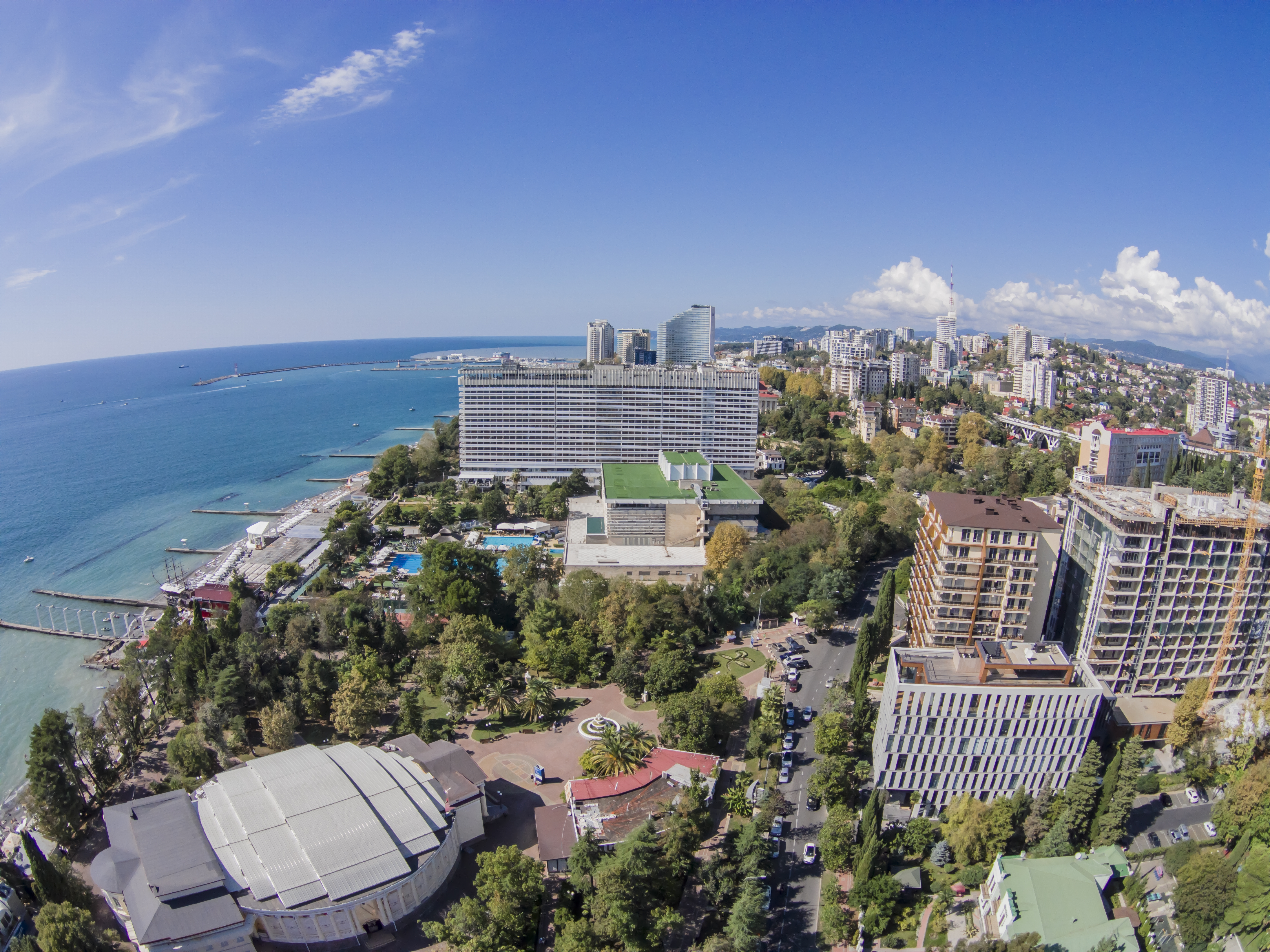
Вид на Летний театр и территорию гостиницы «Жемчужина» — бывшую нижнюю часть Ермоловского парка. Фото: Е. Лодянов
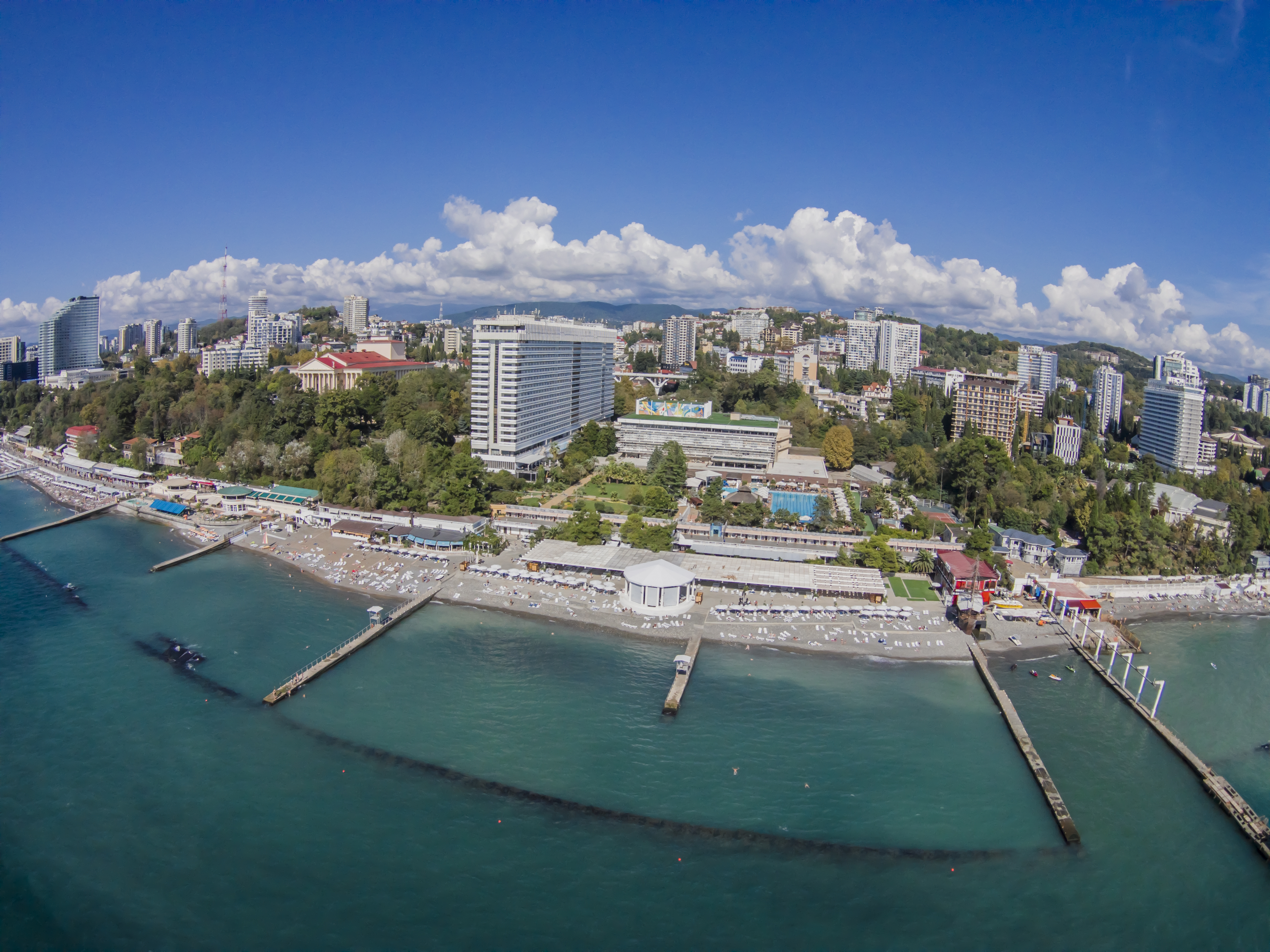
Вид на парк с высоты птичьего полёта со стороны моря. Фото: Е. Лодянов